# اليوم الوطني السعودي
تحتفل المملكة العربية السعودية باليوم الوطني لتوحيد المملكة في 23 سبتمبر من كل عام. وهذا التاريخ يعود إلى المرسوم الملكي الذي أصدره الملك المؤسس عبد العزيز برقم 2716، وتاريخ 17 جمادى الأولى عام 1351هـ، الذي قضى بتحويل اسم الدولة من مملكة الحجاز ونجد وملحقاتها إلى المملكة العربية السعودية، وذلك ابتداءً من يوم الخميس 21 جمادى الأولى 1351 هـ الموافق فيه للأول من الميزان، والموافق يوم 23 سبتمبر من عام 1932م.

## توحيد المملكة العربية السعودية
في 5 شوال 1319هـ الموافق 15 يناير 1902م تمكن الملك عبد العزيز بن عبد الرحمن بن فيصل آل سعود مؤسس المملكة العربية السعودية من استعادة الرياض عاصمة أسلافه مؤسسي الدولة السعودية الثانية، والعودة بأسرته إليها. بعد استرداد الرياض واصل الملك عبد العزيز كفاح مسلح لمدة زادت عن 30 عام من أجل توحيد مملكته، وتمكن من توحيد العديد من المناطق من أهمها: جنوب نجد وسدير والوشم سنة 1320هـ / 1902م، من ثم القصيم سنة 1322هـ/1904م، ثم الأحساء سنة 1331هـ/ 1913م، وصولاً إلى عسير سنة 1338هـ / 1919م، وحائل سنة 1340هـ/ 1921م. إلى أن تمكّن الملك المؤسس عبد العزيز من ضم منطقة الحجاز بين عامي 1343 هـ و1344 هـ الموافقة لسنة 1925م، وفي عام 1349 هـ / 1930م أكتمل توحيد منطقة جازان.
وفي السابع عشر من شهر جمادى الأولى عام 1351 هـ الموافق التاسع عشر من شهر سبتمبر عام 1932م صدر أمر ملكي للإعلان عن توحيد البلاد وتسميتها باسم المملكة العربية السعودية اعتباراً من الخميس 21 جمادى الأولى عام 1351 ه، الموافق 23 سبتمبر 1932م (الأول من الميزان).

## الأيام الوطنية في عهد ملوك السعودية

محرك قوقل يحتفل باليوم الوطني السعودي 89 في يوم الاثنين 23 سبتمبر 2019.

| الفترة           | عدد الأيام الوطنية | الملك                          |
| ---------------- | ------------------ | ------------------------------ |
| من 1932 إلى 1952 | 21                 | عبد العزيز آل سعود             |
| من 1953 إلى 1963 | 11                 | سعود بن عبد العزيز آل سعود     |
| من 1964 إلى 1974 | 11                 | فيصل بن عبد العزيز آل سعود     |
| من 1975 إلى 1981 | 7                  | خالد بن عبد العزيز آل سعود     |
| من 1982 إلى 2004 | 23                 | فهد بن عبد العزيز آل سعود      |
| من 2005 إلى 2014 | 10                 | عبد الله بن عبد العزيز آل سعود |
| من 2015 إلى الآن | 10                 | سلمان بن عبد العزيز آل سعود    |

## أحداث ومناسبات في نفس اليوم
- 2005: أقر الملك عبد الله أنه ابتداءً من اليوم الوطني السعودي 75 يصبح اليوم الوطني إجازة رسمية للدولة.[4]
- 2009: شهد اليوم الوطني السعودي 79 قيام الملك عبد الله بن عبد العزيز آل سعود بافتتاح جامعة الملك عبد الله للعلوم والتقنية، وذلك بحضور عدد من رؤساء دول العالم.[5]
- 2014: في اليوم الوطني السعودي 84 دشنت أمانة محافظة جدة أطول سارية علم في العالم، وهي من مبادرات عبد اللطيف جميل الاجتماعية، تتوسط السارية ميدان خادم الحرمين الشريفين وسط جدة، بارتفاع يتجاوز 171 متراً، وبمقاس علم يبلغ 49.5 متر طولاً، و33 متر عرضاً، بمساحة إجمالية تبلغ 1635 متراً مربعاً، وبوزن 570 كلغم، وعلى مساحة تتجاوز 26 ألف متر مربع.[6]
- 2015: وافق اليوم الوطني السعودي 85 يوم الأربعاء 9 ذي الحجة (يوم عرفة)، وكان ذلك لأول مرة.[7]

## الإجازة الرسمية
في 2005، أقر الملك عبد الله بن عبد العزيز آل سعود اعتبار اليوم الوطني إجازةً رسميّة ابتداءً من اليوم الوطني السعودي 75 الذي وافق ذلك العام. وبحسب اللائحة التنفيذية للموارد البشرية في الخدمة المدنية الخاصة بالإجازات، فالبند «ب» من المادة 127 ينص على ما يلي:
وتنص المادة 128 من اللائحة على:
في حالات عديدة تكون إجازة اليوم الوطني السعودي أكثر من يوم واحد وفي حال كان بينه وبين الإجازات الرسمية الأخرى يوم عمل واحد.

## موسم اليوم الوطني

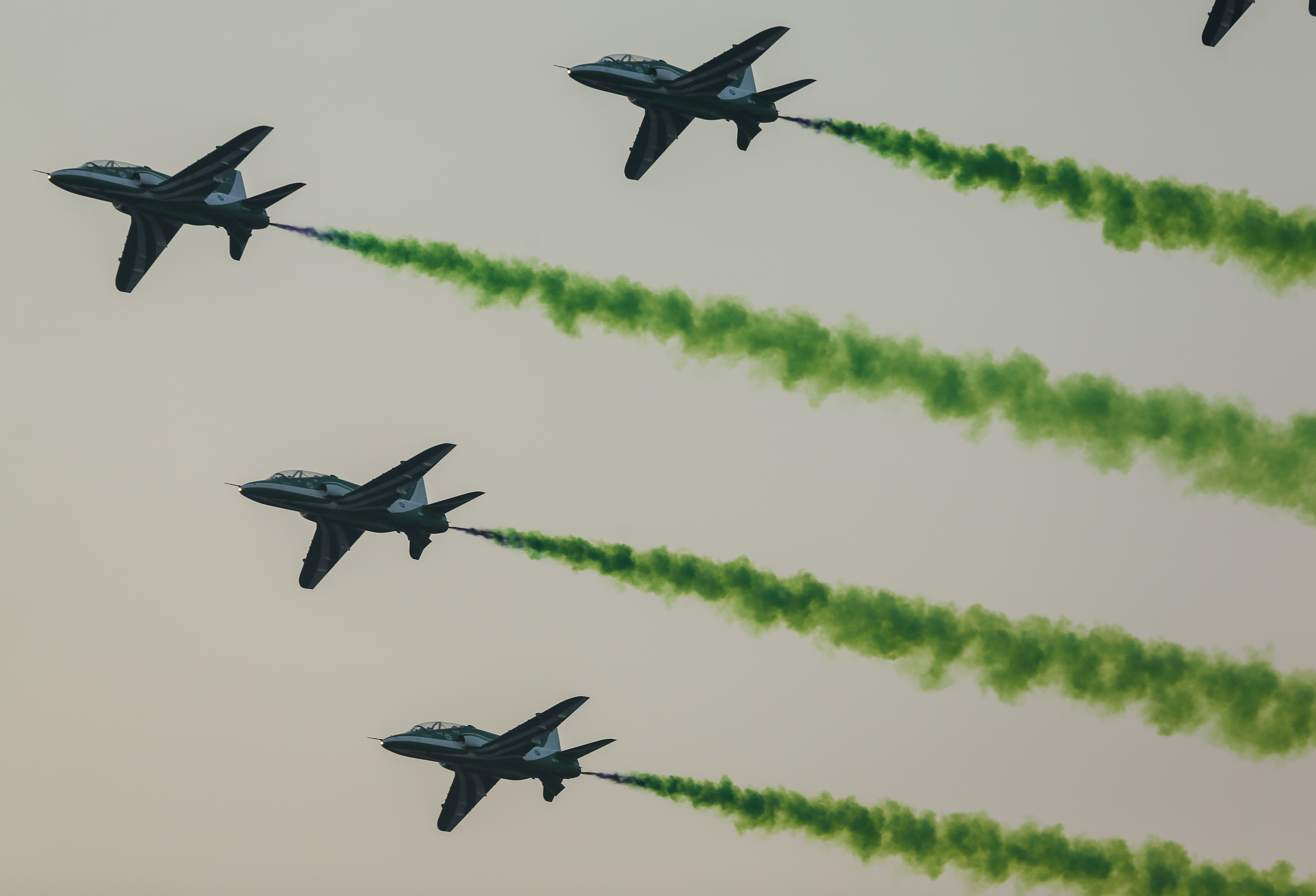
احتفالات فرقة طيران الصقور السعودية باليوم الوطني السعودي في اليوم الوطني 88 سنة 2018م

هو أحد مواسم السعودية التي تنظمها على مدار السنة، ويقام احتفالا باليوم الوطني للمملكة. بدأ تطبيق مبادرة الموسم للمرة الأولى في العام 2019م، بعد 14 عاما من إقرار إجازة رسمية لليوم الوطني في العام 2005م، ويستمر الموسم لعدة أيام تنتهي في يوم 23 سبتمبر، ويحتوي على فعاليات متنوعة تقام في جميع مناطق المملكة وتشمل الألعاب النارية والحفلات الغنائية والمهرجانات والعروض العالمية والملتقيات، وغيرها.

## هوية اليوم الوطني
تعمل الهوية على توحيد الاحتفال باليوم الوطني، حيث تُستخدم في مجموعة كبيرة من التطبيقات سواء لدى الجهات الحكومية أو الخاصة، في داخل المملكة وخارجها. في 2018، ولأول مرة يُطلق شعار رسمي للاحتفال بهذه الذكرى، أطلقت وزارة الإعلام السعودية ممثلة بمركز التواصل الحكومي، هوية وشعار اليوم الوطني الـ88 للمملكة وجاء شعاره بعنوان (للمجد والعلياء).
في ذكرى اليوم الوطني الـ89 دشنت الهيئة العامة للترفيه هوية اليوم الوطني الـ89 تحت شعار (همة حتى القمة)، وفي ذكرى اليوم الوطني الـ90 فأطلقت الهيئة العامة للترفيه الهوية الإعلامية الموحدة اللفظية والبصرية تحت شعار (همة حتى القمة) والتي استلهمت من مقولة ولي العهد السعودي محمد بن سلمان «همة السعوديين مثل جبل طويق».
في 21 أغسطس 2021، أطلق رئيس مجلس إدارة الهيئة العامة للترفيه ورئيس موسم اليوم الوطني تركي آل الشيخ، الهوية الخاصة باليوم الوطني السعودي الـ91، والتي شعارها (هي لنا دار)، كما أطلقت الهيئة موقعًا إلكترونيًّا يحتوي على الإرشادات والدعم اللازم لمستخدمي الهوية، ووصفٍ تفصيليٍّ للعناصر الرئيسية واستخداماتها.
في 13 أغسطس 2022، أطلق رئيس مجلس إدارة الهيئة العامة للترفيه الأستاذ تركي بن عبدالمحسن آل الشيخ، الهوية الخاصة باليوم الوطني السعودي الـ92، والتي شعارها (هي لنا دار).
أطلق رئيس مجلس إدارة الهيئة العامة للترفيه في 3 أغسطس 2023 الهويّة الخاصة باليوم الوطني 93 تحت شعار “نحلم ونحقق”، كما احتفل محرك بحث جوجل باليوم الوطني 93 عبر جوجل دودل.
في 4 أغسطس 2025، أعلنت الهيئة العامة للترفيه الهوية الخاصة باليوم الوطني السعودي 95 تحت شعار "عزّنا بطبعنا"، والذي يعكس اعتزاز السعوديين بطباعهم الأصيلة المتجذّرة في الوجدان، ويحتفي بالعادات والتقاليد المحلية من خلال تصاميم مستوحاة من البيئة السعودية والهوية الثقافية للمملكة 

## وصلات خارجية
- الموقع الرسمي لهوية اليوم الوطني السعودي.